# قانون اساسی مالدیو
قانون اساسی مالدیو (به دیوهی: ދިވެހިރާއްޖޭގެ ޤާނޫނު އަސާސީ)، مهم‌ترین قانون کشور مجمع الجزایر مالدیو است. این قانون تعریف‌کننده حقوق بنیادین و مجموعه‌ای از حقوق و وظایف شهروندان مالدیو و ساختار دولت مالدیو می‌باشد. قانون اساسی مالدیو از ثبات کاملی برخوردار نیست و دائماً در حال تغییر است. قانون اساسی فعلی در زمان رئیس‌جمهور مأمون عبدالقیوم در ۲۷ نوامبر ۱۹۹۷ تصویب شد که در ۷ اوت ۲۰۰۸ با به ریاست جمهوری رسیدن محمد نشید تغییر کرد.